# Aviere (cacciatorpediniere)
L’Aviere è stato un cacciatorpediniere della Regia Marina.

## Storia
All'inizio della seconda guerra mondiale faceva parte della XI Squadriglia Cacciatorpediniere, che formava insieme ai gemelli Artigliere, Geniere e Camicia Nera.
L'11 giugno 1940 fu inviato in perlustrazione nel Canale di Sicilia insieme al resto della XI Squadriglia, alla XII Squadriglia Cacciatorpediniere (Ascari, Lanciere, Carabiniere, Corazziere), alla III Divisione (incrociatori pesanti Trento, Pola, Bolzano) e alla VII (incrociatori leggeri Attendolo e Duca d’Aosta).
Il 19 giugno salpò da Augusta insieme alle altre tre navi della XI Squadriglia per trasportare rifornimenti a Bengasi, ove arrivò l'indomani.
Il 7 luglio, alle 15.45, lasciò Messina insieme alle unità sezionarie e alla III Divisione (Trento e Bolzano), congiungendosi poi con il resto della II Squadra Navale (incrociatore pesante Pola, Divisioni incrociatori I, II e VII per un totale di 9 unità e squadriglie cacciatorpediniere IX, X, XII e XIII) che, dopo aver funto da forza di appoggio ad un'operazione di convogliamento per la Libia, si unì alla I Squadra e partecipò alla battaglia di Punta Stilo del 9 luglio: durante il ripiegamento della flotta italiana in tale scontro, la XI Squadriglia avvistò e attaccò le navi britanniche alle 16.15; in particolare, l’Aviere, alle 16.20, uscito dalla cortina fumogena stesa dal capoclasse Artigliere, si portò a 10.800 metri dalle unità nemiche e lanciò infruttuosamente i siluri insieme alle altre tre unità (che lanciarono in tutto 10 armi, 7 contro una corazzata e 3 contro un incrociatore).
Nel mattino del 6 ottobre lasciò Messina con i tre gemelli insieme alla III Divisione (Trento, Trieste, Bolzano) in appoggio, con altre unità, all'operazione «CV» che vedeva 2 mercantili e 4 cacciatorpediniere in rotta per la Libia; tutte le navi tornarono comunque in porto in seguito all'avvistamento di navi da battaglia inglesi.
Nella notte tra l'11 ed il 12 ottobre 1940 fu inviato a pattugliare – al comando del capitano di fregata Carlo Tallarigo –, insieme alle tre unità della XI Squadriglia e alle torpediniere della I Squadriglia (Alcione, Airone, Ariel) l'area ad est di Malta, alla ricerca di navi britanniche che avrebbero dovuto trovarsi in quella zona. Nelle prime ore della notte del 12 ottobre le tre torpediniere della I Squadriglia attaccarono l'incrociatore leggero HMS Ajax, che faceva parte di un più ampio schieramento navale britannico che stava tornando ad Alessandria dopo aver scortato un convoglio per Malta: ne derivò un violento e confuso scontro in seguito al quale vennero affondate l’Airone e l’Ariel, mentre l’Ajax ebbe danni non gravi. Prima di attaccare, all'1:37, le torpediniere avevano lanciato un segnale di scoperta, che fu ricevuto in tempi diversi dai cacciatorpediniere della XI Squadriglia: l’Aviere lo ricevette all'1:56 e, dopo aver virato verso settentrione, si portò all'attacco per primo avvistando l'incrociatore britannico alle 2:10; si preparò a lanciare i siluri, ma alle 2:15, prima che il cacciatorpediniere potesse procedere al lancio, l’Ajax aprì il fuoco con i cannoni, centrando l’Aviere con due salve, una a prua ed una a poppa: a bordo della nave italiana andarono distrutti l'impianto elettrico, la centrale di tiro e il complesso poppiero da 120 mm. Alle 2:18 il malconcio Aviere, privo di corrente, con gravi danni e la velocità ridotta a 14 nodi, si ritirò. Poco più tardi dell'alba l’Aviere si congiunse al Geniere e diresse per Augusta, ove giunse in mattinata.
Alle 19 del 23 febbraio 1941 salpò da Napoli e scortò a Tripoli, insieme al Geniere, al cacciatorpediniere da Noli e alla torpediniera Castore, i mercantili Ankara, Marburg, Reichenfels e Kybfels.
Dal 12 al 13 marzo funse da scorta indiretta, unitamente a Carabiniere, Corazziere, alla torpediniera Dezza e agli incrociatori Trento, Trieste e Bolzano, ad un convoglio (trasporti truppe Conte Rosso, Marco Polo e Victoria, cacciatorpediniere Folgore, Camicia Nera e Geniere) in rotta Napoli-Tripoli.
Il 14 aprile lasciò Napoli per scortare a Tripoli, insieme ai cacciatorpediniere Grecale, Geniere e Camicia Nera ed alla torpediniera Pleiadi, i piroscafi Alicante, Santa Fe, Maritza e Procida; dopo una sosta a Palermo durata dal 17 alle otto del 18 aprile per evitare l'attacco da parte di navi britanniche, il convoglio proseguì per il porto libico ove giunse il 20.
L'11 maggio scortò un convoglio composto dai mercantili Preussen, Wachtfels, Ernesto, Tembien, Giulia e Col di Lana insieme ai cacciatorpediniere Dardo, Geniere, Grecale,  Scirocco e Camicia Nera: partite da Napoli, le navi arrivarono a Tripoli il 14.
Il 3 giugno fece parte della scorta del convoglio «Aquitania»: lo formavano i mercantili Aquitania, Caffaro, Nirvo, Montello, Beatrice Costa e la nave cisterna Pozarica, in rotta Napoli-Tripoli con la scorta, oltre che dell’Aviere, dei cacciatorpediniere Dardo, Geniere e Camicia Nera e della torpediniera Missori; il 4 giugno, mentre le navi si trovavano a una ventina di miglia dalle isole Kerkennah, furono attaccate da aerei che colpirono il Montello, che esplose senza lasciare superstiti, e la Beatrice Costa, che, irrimediabilmente danneggiata, dovette essere abbandonata e affondata dal Camicia Nera.
Il 25 giugno salpò da Napoli di scorta (insieme ai cacciatorpediniere Gioberti, Geniere e Da Noli) ai trasporti truppe Esperia, Marco Polo, Neptunia ed Oceania (scorta indiretta era fornita dagli incrociatori Trieste e Gorizia e dai cacciatorpediniere Ascari, Corazziere e Carabiniere); dopo una sosta a Taranto il 27, le navi giunsero a Tripoli il 29 nonostante alcuni attacchi aerei (che procurarono lievi danni all’Esperia).
Il 4 agosto salpò da Napoli, di scorta ad un convoglio composto dai piroscafi Nita, Aquitania, Ernesto, Nirvo e Castelverde (il resto della scorta era costituito dai cacciatorpediniere Gioberti, Geniere, Oriani e Camicia Nera e dalla torpediniera Calliope), cui poi si aggiunse la motocisterna Pozarica; il 6 agosto il Nita, colpito da aerei dell'830° Squadron britannico, affondò nel punto 35°15' N e 12°17' E, nonostante i tentativi del Camicia Nera e della Calliope per salvarlo, mentre le altre navi del convoglio giunsero a destinazione l'indomani.
Tra il 29 agosto ed il 2 settembre scortò (insieme ai cacciatorpediniere Oriani, Da Noli, Camicia Nera, Usodimare e Pessagno) un convoglio composto dai trasporti truppe Victoria, Neptunia ed Oceania dapprima da Napoli a Tripoli e poi in rientro da Tripoli a Taranto; le navi giunsero indenni a destinazione, nonostante un attacco da parte del sommergibile britannico Upholder.
Il 23 settembre scortò, insieme al Camicia Nera, i cacciatorpediniere Lanciere, Carabiniere, Ascari e Corazziere intenti nella posa di un campo minato a sudest di Malta.
Nella notte del 12-13 ottobre avrebbe dovuto effettuare a sua volta la posa di un campo minato, insieme ai cacciatorpediniere Vivaldi, Malocello, Pigafetta, da Verrazzano e Camicia Nera ed agli incrociatori leggeri Eugenio di Savoia, Montecuccoli e Duca d'Aosta, ma l'operazione fu annullata in seguito all'uscita in mare della Mediterranean Fleet.
Alle 8.10 del 21 novembre lasciò Napoli insieme a Camicia Nera, Geniere, Corazziere e Carabiniere ed agli incrociatori Garibaldi e Duca degli Abruzzi per fungere da scorta indiretta a due convogli per la Libia. L'operazione fallì in seguito ad attacchi aerei e subacquei (che danneggiarono gravemente il Duca degli Abruzzi e l'incrociatore pesante Trieste) ed all'una di notte del 22 l’Aviere fu distaccato insieme all'incrociatore pesante Gorizia per scortare i convogli in rientro a Taranto.
Il 13 dicembre, alle 19.40, salpò da Taranto insieme alla corazzata Doria, agli incrociatori Attendolo e Duca d'Aosta e ai cacciatorpediniere Ascari e Camicia Nera per fornire scorta indiretta all'operazione «M 41» (tre convogli per la Libia composti da 6 mercantili, 5 cacciatorpediniere ed una torpediniera), che però fu funestata dagli attacchi sottomarini, che affondarono due trasporti (il Fabio Filzi ed il Carlo del Greco) e danneggiarono seriamente la corazzata Vittorio Veneto; l’Aviere fu distaccato per scortare la Vittorio Veneto in rientro a Taranto, insieme ai cacciatorpediniere Vivaldi, Da Noli, Geniere, Carabiniere e Camicia Nera e alle torpediniere Lince e Aretusa.
Il 16 dicembre fornì copertura ravvicinata – insieme ad Ascari e Camicia Nera, alla corazzata Duilio e agli incrociatori Duca d'Aosta, Attendolo e Montecuccoli – a un'operazione di convogliamento per la Libia, la «M 42» (che vide l'impiego in tutto di 4 trasporti con a bordo 14.770 t di rifornimenti e 212 militari, 7 cacciatorpediniere ed una torpediniera), conclusa con successo.
Alle 18.50 del 3 gennaio 1942 salpò da Taranto unitamente ai cacciatorpediniere Carabiniere, Alpino, Ascari, Pigafetta, Geniere, Da Noli e Camicia Nera, agli incrociatori pesanti Trento e Gorizia ed alle corazzate Littorio, Cesare e Doria per fornire scorta indiretta all'operazione «M 43» (tre convogli per la Libia con in mare complessivamente 6 mercantili, 6 cacciatorpediniere e 5 torpediniere): tutti i mercantili giunsero a destinazione il 5 gennaio ed alle 17 di quel giorno il gruppo «Littorio», Aviere compreso, rientrò a Taranto.
Il 22 gennaio fece parte – insieme ai cacciatorpediniere Vivaldi, Malocello, Da Noli, Geniere e Camicia Nera e alle torpediniere Orsa e Castore – della scorta diretta all'operazione «T. 18» (un convoglio formato dal trasporto truppe Victoria – partito da Taranto – e dai cargo Ravello, Monviso, Monginevro e Vettor Pisani – salpati da Messina –, con a bordo in tutto 15.000 tonnellate di materiali, 97 carri armati, 271 automezzi e 1467 uomini); il 23, durante la navigazione, la Victoria fu immobilizzata da un attacco di 3 aerosiluranti; Aviere e Camicia Nera si fermarono per assisterla, ma un secondo attacco portato da 4 velivoli impartì il colpo di grazia alla motonave (furono salvati 1064 del 1455 uomini a bordo).
Alle 16 del 21 febbraio partì da Taranto con i cacciatorpediniere Ascari, Geniere e Camicia Nera e la corazzata Duilio e fornì scorta indiretta all'operazione «K 7» (due convogli con 5 cargo, una nave cisterna, 10 cacciatorpediniere e 2 torpediniere tutti diretti a Tripoli).
Dal 7 al 10 marzo prese parte all'operazione di traffico «V 5» (consistente nell'invio in Libia di 4 motonavi veloci) insieme agli incrociatori Garibaldi ed Eugenio di Savoia.
Alla mezzanotte del 21 marzo l'unità, insieme ai cacciatorpediniere Grecale, Ascari ed Oriani, partì da Taranto unitamente alla corazzata Littorio, prendendo poi parte all'inconclusiva seconda battaglia della Sirte, nella quale non ebbe comunque un ruolo di rilievo.
Sempre nel corso del 1942 l’Aviere fu sottoposto a lavori che comportarono l'eliminazione del pezzo illuminante da 120 mm e l'imbarco di 4 mitragliere antiaeree da 20 mm.
Nell'agosto di quell'anno assunse il comando dell'unità il capitano di vascello Ignazio Castrogiovanni.
Nella notte tra l'11 ed il 12 agosto 1942, durante la Battaglia di mezzo agosto, prese il mare con le Divisioni incrociatori III (Trieste, Gorizia e Bolzano) e VII (Eugenio di Savoia, Attendolo e Montecuccoli) e 9 cacciatorpediniere: l'obiettivo era attaccare il convoglio britannico «Pedestal», già decimato da attacchi di aerei, sommergibili e motosiluranti, ed annientarlo; la formazione italiana fu però fatta rientrare per timore di attacchi avversari ma proprio durante la navigazione di rientro il sommergibile HMS Unbroken silurò e danneggiò gravemente Bolzano e Attendolo: l’Aviere e il Geniere presero a rimorchio il Bolzano, in fiamme, e lo portarono a incagliare presso Panarea.
In settembre fu caposcorta durante un'operazione di traffico per la Libia che vide l'invio di 4 mercantili (uno dovette però rientrare in seguito ai danni riportati in un attacco aereo) protetti da 8 navi scorta.
Successivamente effettuò una missione di trasporto in Libia, con le altre unità della XI Squadriglia, di benzina in latte.
Il 17 ottobre di quell'anno l'unità salpò da Corfù di scorta, insieme a Geniere e Camicia Nera, alla motonave Ankara; il convoglio si congiunse con quello formato dalla motonave Monginevro scortata dalle torpediniere Orsa e Aretusa (provenienti da Brindisi), venendo poi rinforzato dal cacciatorpediniere Alpino, e si divise nuovamente verso la fine della navigazione: mentre le altre navi dirigevano per Tobruk, Aviere, Monginevro, Geniere e Camicia Nera raggiunsero Bengasi.
Il 16 dicembre 1942 salpò da Napoli per scortare a Biserta, insieme al gemello Camicia Nera, la motonave tedesca Ankara. Alle 11.15 del 17 dicembre, una quarantina di miglia a nord di Biserta, il sommergibile britannico Splendid attaccò il convoglio con il lancio di alcuni siluri: una delle armi centrò l’Aviere, che esplose, sbandò sul lato di dritta, si spezzò in due ed andò a fondo nel volgere di pochi secondi, in posizione 38°00' N e 10°05' E.
A bordo dell’Aviere c'erano tra i 230 ed i 250 uomini: di questi, un centinaio fece in tempo ad abbandonare la nave, ma nessuno dei superstiti fu raccolto dal Camicia Nera o dall’Ankara, che si allontanarono a tutta velocità; l'affondamento della nave era stato così rapido e violento che solo due zattere di salvataggio, oltre a vari rottami, si erano staccate dalle sovrastrutture. Quando, durante il pomeriggio, le torpediniere Calliope e Perseo raggiunsero i naufraghi, solo 30, tra cui due soli ufficiali  (il comandante in seconda - Olinto Di Serio - e un ufficiale di macchina; quest'ultimo morì poi all'ospedale di Torrebianca, a Trapani, per conseguenza dell'ingerimento di nafta) erano ancora vivi.
Tra i 220 (per altra fonte 200) morti e dispersi anche il comandante Castrogiovanni, che, dopo aver radunato e incoraggiato gli uomini, cedette il proprio posto su una zattera a un marinaio sfinito e scomparve in mare: alla sua memoria fu conferita la Medaglia d'oro al valor militare.

### Comandanti
Capitano di fregata Giovanni Viansino (nato il 5 dicembre 1900) (31 agosto 1938 - 1939)
Capitano di fregata Cesare Boccella Duclos (nato a Firenze il 21 febbraio 1901) (1939)
Capitano di fregata Carlo Tallarigo di Zagarise e Sersale (nato a Siena il 13 giugno 1901) (1939 - 19 novembre 1940)
Capitano di vascello Luciano Bigi (nato a Morciano di Romagna il 13 dicembre 1898) (20 novembre 1940 - 25 febbraio 1942)
Capitano di vascello Gastone Minotti (nato a Napoli il 18 agosto 1898) (16 febbraio - 30 agosto 1942)
Capitano di vascello Ignazio Castrogiovanni (nato a Palermo il 18 agosto 1896) (+) (31 agosto  - 17 dicembre 1942)